# 핫타 나오키
핫타 나오키(일본어: 八田 直樹, 1986년 6월 24일 ~ )는 일본의 축구 선수이다.

## 구단 경력
그는 2005년부터 2023년까지 J리그의 주빌로 이와타에서 활동하였다.